# Asqar Qojabergenov
Asqar Seýdaxmetulı Qojabergenov (in kazako Асқар Сейдахметұлы Қожабергенов?, in russo Аскар Сейдахметович Кожабергенов?, Askar Sejdachmetovič Kožabergenov; Amangeldi, 20 settembre 1965) è un ex calciatore kazako, fino al 1991 sovietico, di ruolo centrocampista.